# 佐賀市立本庄小学校
佐賀市立本庄小学校（さがしりつ ほんじょうしょうがっこう）は、佐賀県佐賀市本庄町大字本庄にある市立小学校。

## 概要
歴史
1888年（明治21年）創立の「星共小学校」を前身とする。数回の改称を経て現校名となったのは1954年（昭和29年）。2013年（平成25年）に創立125周年を迎えた。
校章
校名の「本」の文字を図案化したものとなっている。
校歌
校区
住所表記で「佐賀県佐賀市」の後に「本庄町、水ケ江五丁目6番28-40号」が続く地域。中学校区は佐賀市立城西中学校。
特色
制服（標準服）がある。

## 沿革
- 1888年（明治21年）9月 - 現在地に「尋常星共小学校」が創立。尋常科（4年）を設置。
- 1892年（明治25年）4月 - 「本庄尋常小学校」に改称。
- 1908年（明治41年）4月 - 小学校令の改正により、義務教育年限（尋常科の修業年限）が4年から6年に延長されたため、尋常科5年を新設。
- 1909年（明治42年）4月 - 尋常科6年を新設。
- 1916年（大正5年） - 高等科を併置の上、「本庄尋常高等小学校」に改称（尋常科6年・高等科2年）。
- 1922年（大正11年）4月 - 講堂が完成。
- 1932年（昭和7年）4月1日 - 佐賀県女子師範学校の代用附属小学校となる。
- 1941年（昭和16年）4月1日 - 国民学校令の施行により、「本庄村国民学校」に改称。尋常科を初等科に改める（初等科6年・高等科2年）
- 1947年（昭和22年）4月1日 - 学制改革（六・三制の実施）が行われる。
  - 国民学校の初等科が改組され、「本庄村立本庄小学校」となる。
  - 国民学校の高等科は新制中学校に改組された。
- 1949年（昭和24年）7月 - 佐賀大学教育学部の代用附属小学校となる。
- 1954年（昭和29年）10月1日 - 市町村合併により「佐賀市立本庄小学校」（現校名）に改称。
- 1962年（昭和37年）11月 - 完全給食を開始。
- 1965年（昭和40年）7月 - プールが完成。
- 1969年（昭和44年）
  - 3月 - 体育館が完成。
  - 4月 - 現在の標準服を制定。
- 1970年（昭和45年）4月1日 - 学級の呼称が松・竹・梅から1組・2組・3組に変更となる。
- 1973年（昭和48年）10月 - 鉄筋コンクリート造3階建ての新校舎が完成。
- 1978年（昭和53年）9月 - 校旗・新校歌を制定。
- 1988年（昭和63年）
  - 5月 - パソコン教室を設置。
  - 9月 - 創立100周年記念式典を挙行。
- 1992年（平成4年）3月 - 新体育館・新プールが完成。
- 1993年（平成5年）7月 - 北校舎が完成。
- 1995年（平成7年）8月 - 佐賀大学教育学部養護学校との交流を開始。
- 2008年（平成20年）- 東校舎が完成。
- 2009年（平成21年）4月 - 佐賀市立本庄幼稚園と幼小一貫教育を開始。
- 2011年（平成23年）- ガナインシェ小学校（ミャンマー）との交流を開始。

## 交通
最寄りのバス停
- 佐賀市営バス 「本庄小学校前」バス停

最寄りの幹線道路
- 佐賀県道260号東与賀佐賀線

## 周辺
- 佐賀市立本庄幼稚園
- 佐賀市立体育館
- 佐賀大学教育学部附属特別支援学校
- いちょうの木保育園